# Колонна, Антонио
Анто́нио Коло́нна (итал. Antonio Colonna; 1408, Дженаццано, Папское государство — 25 февраля 1472, Дженаццано, Папское государство) — аристократ из рода Колонна, представитель ветви Колонна из Дженаццано, князь Салерно в 1423—1431 годах, маркиз Котроне, синьор Дженаццано и Палиано.
Племянник римского папы Мартина V. Подеста Орты в 1421 году. Префект Рима в 1458 году. Кондотьер на службе у Папского государства, Неаполитанского королевства и Священной Римской империи.

## Происхождение
Родился на рубеже XIV и XV веков, вероятно в Дженаццано (в некоторых источниках указан 1408 год). Он был сыном кондотьера Лоренцо Онофрио Колонна, графа Альбы, синьора Дженаццано и Палиано и Свевы Каэтани из рода синьоров Сермонеты. По отцовской линии приходился внуком Агапито Колонна, синьору Дженаццано и Катерине Конти из рода синьоров Вальмонтоне. По материнской линии был внуком Якобелло Каэтани, синьора Сермонеты и Рогазии д’Эболи из рода синьоров Маккьи.

## Непот
По отцовской линии Антонио также приходился племянником римскому папе Мартину V, который в августе 1418 года отослал его из Рима в Неаполь с буллой к королеве Джованне II. В знак своей признательности римскому папе королева назначила его племянника наместником герцогства Калабрия. Антонио снова прибыл в Неаполь в конце октября 1418 года, когда в королевстве обострился конфликт между фаворитом Джованны II — Джованни Караччоло и подданными королевы во главе с кондотьером Муцио Аттендоло. Он убедил королеву заключить соглашение с противниками её фаворита, и привёз это соглашение к Муцио Аттендоло в Ачерру, где кондотьер присягнул на верность Джованне II. В ноябре он сопровождал его к неаполитанским гарнизонам, расположенным на территории Папского государства. В том же месяце Мартин V, находившийся в Мантуе, предоставил Джованне II папскую инвеституру, направив к ней с буллой кардинала Пьетро Морозини, в сопровождении Антонио и его дяди Джордано Колонна. Делегация прибыла в Неаполь в январе 1419 года. Антонио снова покинул город в апреле того же года. 5 мая 1421 года он был назначен подестой Орте. В 1424 году унаследовал от дяди Джордано Колонна титул и земли княжества Салерно и получил от римского папы доходы от феода Сортано.
В 1424 году в составе папской армии участвовал в восстановлении власти понтифика в области Марке. В июле 1425 года во время осады Арквата-дель-Тронто был отозван обратно в Рим. В том же году Мартин V отдал племянникам — Антонио, Просперо и Одоардо в вечное владение феод Палиано. В следующем году Антонио приобрёл ещё четыре замка и часть мельницы. 1 июня 1427 года по распоряжению понтифика владения рода Колонна из Дженаццано, представителем которой был сам Мартин V, были поделены между тремя братьями — Антонио, Просперо и Одоардо. Замок Дженаццано и ещё девять замков были оставлены в общем владении братьев. В единоличном владении Антонио находились шестнадцать замков в Папском государстве и феоды в Неаполитанском королевстве. В 1427—1428 годах он приобрёл в общее владение с братьями город Непи и замки Филаччано, Неми и Дженцано.
В 1427 году в благодарность за посреднические услуги Святого Престола в переговорах, завершивших первую войну в Ломбардии, Флорентийская республика предложила трём племянникам понтифика своё гражданство. В 1429 году Антонио был торжественно принят во Флоренции.

## Кондотьер
После смерти Мартина V в феврале 1431 года братья Колонна все ещё продолжали хранить казну Святого Престола и владеть многими замками в Папском государстве. Им подчинялись гарнизоны Кастель-Сант-Анджело, Остии и ряда других замков в Марке и Лацио. Новый римский папа Евгений IV потребовал от них немедленно вернуть все крепости и обвинил братьев в присвоении церковных денег, которые были выданы его предшественнику на войну против Османской империи и хранились им во дворце Колонна в Риме. По приказу Евгения IV были арестованы некоторые представители рода с требованием вернуть в собственность Святого Престола многие владения, которые были переданы Мартином V своим родственникам. Между понтификом и членами семьи Колонна разразился конфликт, сопровождавшийся военными действиями. 15 мая 1431 года все три брата были отлучены римским папой от Церкви, и уже 22 сентября были вынуждены заключить договор, согласно которому, семья Колонна выплатила Святому Престолу семьдесят пять тысяч дукатов и лишилась всех замков в Папском государстве. Королева Джованна II отобрала у Антонио все феоды в Неаполитанском королевстве, включая княжество Салерно. 12 сентября 1432 года Евгений IV снял отлучение с трёх братьев и даровал им прощение.
В 1433 году Антонио присоединился к армии кондотьера Никколо Фортебраччо, вместе с которым выступил против римского папы. В августе того же года он участвовал в захвате Рима и осадах Дженаццано и Тиволи. 9 октября 1433 года Евгений IV снова отлучил его от Церкви. После смерти королевы Джованны II в феврале 1435 года, Антонио сразу предложил свои услуги новому королю Альфонсу I, который назначил его наместником княжества Салерно. 5 августа 1435 года, вместе с королём, он участвовал в битве при Понце. 6 сентября 1437 года Альфонс I подписал капитулы, в которых обещал передать Антонио феод Салемо и поставить под его командование триста копьеносцев в папской части Кампании.
В 1447 году новый римский папа Николай V вернул Антонио его имения в Папском государстве. В декабре 1458 года римский папа Пий II назначил его префектом Рима, и в этом качестве в следующем году он сопровождал понтифика на собор в Мантуе, вместе с братом-кардиналом Просперо Колонна. В январе 1460 года сенат Венецианской республики даровал трём братьям Колонна наследственное звание венецианских патрициев. После смерти короля Альфонса I в Неаполитанском королевстве началась война между его наследниками. Антонио с братом Одоардо сначала поддержали Жана Калабрийского, но в марте 1461 года, при посредничестве Пия II, семьи Колонна и Орсини встали на сторону короля Фердинанда II. С новым королём у Антонио сложились дружеские отношения. В апреле 1465 года он сопровождал в Милан наследного принца Федериго за Ипполитой Марией Сфорца, невестой другого принца Альфонса. В январе 1466 года Антонио покинул Неаполь и вернулся в свои владения в Папском государстве. Он умер в 25 февраля 1472 года и был погребён в церкви Святого Николая в Дженаццано.

## Браки и потомство
25 апреля 1425 года королева Джованна II разрешила Антонио Колонна сочетаться браком с Джованнеллой Руффо (ум. 1435), дочерью Николы Руффо, маркиза Котроне и графа Катандзаро и Марии де Пуатье. Приданное Джованнеллы, помимо суммы в пять тысяч золотых флоринов и трёх тысяч драгоценностей, включало владения рода Руффо, и после свадьбы супруги должны были принять двойную фамилию Колонна-Руффо. Консумация брака была отложена до достижения невестой совершеннолетнего возраста, однако брак так и не был консуммирован по причине смерти Джованнеллы в 1435 году. Существует предположение, что она была убита родственниками, которые не желали передачи владений рода Руффо роду Колонна.
Около 1436 года Антонио Колонна сочетался браком с Антонеллой Кантельми (ум. 1447), дочерью Николы Кантельми, герцога Соры и графа Пополи. Брак оказался бездетным. Его вторая супруга завещала всё своё имущество свекрови.
В 1449 году Антонио Колонна в третий раз сочетался браком, взяв себе в жены Империале Колонна (ум. 10.09.1480), дочь Стефано Колонна, синьора Палестрины и Бассанело. В семье у супругов родились десять детей, пять сыновей и пять дочерей:
- Пьетро Антонио, синьор Палиано, Олевано, Серроне, Дзанкати, Муроло, Неттуно и Астуры, венецианский патриций и римский дворянин, римский префекет в 1471 году, сочетался браком с Бернардиной Конти, оставил потомство;
- Джованни (ок. 1457 — 26.09.1508), римский дворянин, неаполитанский и венецианский патриций, апостольский протонотарий, кардинал-дьякон с 15 мая 1480 года (с титулом церкви Санта-Мария-ин-Акуиро[итал.] с 3 июня 1480 года), постоянный администратор епархии Риети с 1480 года, аббат Субиако с 1492 года, архипресвитер базилики Сан-Джованни-ин-Латерано с 1503 года, архиепископ Мессины с 1504 года;
- Томмазо, римский дворянин, неаполитанский и венецианский патриций, погиб молодым на войне;
- Просперо (ум. 30.12.1523), синьор Дженаццано и Неми с 1485 года, герцог Траэтто, граф Фонди, синьор Аквавивы, Маранолы, Итри, Карпелло, Сперлонги, Монтичелли, Инолы, Пастены, Скии, Кастельнуово, Фраты, Спиро и Кастель-Онорато с 1495 года, синьор Капаманико с 1505 года, синьор Пофи, Сгурголы и Сальватерра, римский дворянин, неаполитанский и венецианский патриций, вице-король Неаполитанского королевства в 1516 году, великий коннетабль Неаполитанского королевства с 1499 года, главнокомандующий армией Венецианской республики в 1513 году, генерал в армиях французского и испанского королевств, сочетался браком с Изабеллой Карафа, оставил потомство;
- Гаспаре, римский дворянин, неаполитанский и венецианский патриций, архиепископ Беневенто;
- Паола, римская дворянка и венецианская патрицианка, сочеталась браком с неаполитанским патрицием Фабрицио ди Сомма, бароном ди Миранда;
- Антонина, римская дворянка и венецианская патрицианка;
- Катерина, римская дворянка и венецианская патрицианка
- Виктория, римская дворянка и венецианская патрицианка;
- Антония, римская дворянка и венецианская патрицианка.

У Антонио Колонна были также внебрачные дети: сын Джироламо (ум. 03.04.1482), которого он узаконил, благородный римлянин, сочетался браком с Викторией Конти, и дочь Свева.

## Титулы
Князь Салерно, маркиз Котроне, синьор Каве, Рокка-ди-Каве, Дженаццано, Чичильяно, Сан-Вито, Пизоньяно, Олевано, Серроне и Палиано вместе с братьями Просперо и Одоардо, синьор Монте-Сан-Джованни-Кампано, Меруло, Муньяно, Неттуно, Рипе, Санто-Стефано, Странголагалли, Супино, Тривильяно, Вико-дель-Лацио, Кастро-ди-Кампанья, Коллепардо, Гверчино, Монтекомпарти и Астуры, римский дворянин, неаполитанский и венецианский патриций.